# Ornebius flavipalpis
Ornebius flavipalpis is een rechtvleugelig insect uit de familie Mogoplistidae. De wetenschappelijke naam van deze soort is voor het eerst geldig gepubliceerd in 1900 door Kirby.